# 李超宇
李超宇（英語：Lee Chiu-yu，1988年10月20日－），香港建制派政團經民聯政治人物，現任香港九龍城區議會九龍城南選區議員，並為經民聯青年事務委員會及九龍中支部副主席。他現時是青年發展委員會、動物福利諮詢小組及紅磡分區委員會委員，並曾在2021至2022年擔任九龍城區防火委員會委員。

## 背景
李超宇曾就讀旅港開平商會中學以及澳洲墨爾本衛斯里中學。他在墨爾本大學完成文學士學位，主修政治及亞洲研究，在蒙納殊大學完成商科碩士學位，及在香港大學專業進修學院完成法律文憑。他正在修讀清華大學高級公共管理碩士(EMPA)課程。他曾在內地工作3年。

## 政治生涯

### 2019年香港區議會選舉
於2019年香港區議會選舉，原任黃埔東區議員梁美芬，本欲交棒予李超宇，但李超宇同時面對泛民主派支持，特首選委關家倫挑戰。受反送中運動影響，建制派選情大受困擾，結果李超宇敗於民主派支持的關家倫。

### 2020年香港立法會選舉
於2020年香港立法會選舉，梁美芬代表經民聯排名單第一參選九龍西選區，李超宇則排名單第四，惟由於2020年香港立法會選舉被取消，因此提名程序作廢。

### 2023年香港區議會選舉
2023年10月15日，李超宇宣佈將參加2023年度九龍城區議會選舉，角逐九龍城南選區的一席，並最終取得10,917票當選為第七屆區議會議員。

## 事件

### 建議政府制訂動物保護法
2018年4月22日，李超宇與關注動物權益的組織在政府總部外請願，促政府制訂動物保護法。他表示希望市民能夠提高動物保護意識，將動物由物品提升至生命的層次。

### 提倡將紅磡碼頭舊巴士總站用作臨時單車場
2019年1月12日，紅磡碼頭巴士總站正式停用。發展局計劃將其興建為海濱都市公園。李超宇推動市民善用舊巴士總站，將其用作臨時單車場，並舉辦活動邀請市民在該地踩單車同樂。時至今日，紅磡碼頭舊巴士總站仍為區內兒童踩單車的熱門地點。

### 反對旅議會將內地團分流到紅磡碼頭登岸的方案
2019年3月香港旅遊業議會內地來港旅行團地區協調小組提議分流備受批評的內地觀光船團至紅磡碼頭上岸。李超宇指出該方案無助舒緩內地團影響居民日常生活的情況，反而會將問題蔓延至其他社區，造成更多矛盾。他亦批評旅議會閉門造車，沒在作出建議前作出任何形式的諮詢。及後旅議會煞停分流方案。

### 要求政府就光污染問題立法
李超宇在2019年4月指出香港光污染問題需要被立法規管，並指現行只有屬自願性質的《戶外燈光約章》處理光污染問題，即使環保署要跟進，亦只可以勸籲形式進行。他指只有立法規管才可減低相關滋擾。

### 建議政府採取強硬的方式處理假難民問題
2019年5月3日，李超宇與梁美芬召開記者會，促政府修例解決「假難民」問題。他認為政府針對假難民問題應要用更強硬的方式。並建議重設禁閉營，確保假難民不會造成治安問題。

### 批評政府防治鼠患失當
2019年5月15日，李超宇與梁美芬及一眾區議員成立撲滅鼠患大聯盟，批評政府防治鼠患失當。他批評政府沒有運用權力做好防治鼠患工作， 並要求政府更新統計鼠患指數的方法，及在區內向市民了解實際情況，找出鼠患黑點以進行有針對性的滅鼠工作。

### 成功推動紅磡至中環渡輪復航
原由天星小輪營辦的紅磡至中環渡輪航線於2011年4月1日正式停辦。在李超宇及區內居民爭取下，紅磡至中環渡輪航線於2020年6月28日由富裕小輪復辦。

## 資料來源
1. ↑  香港電台網站. .   [2023-12-11]. （原始内容存档于2023-12-12）.
2. ↑  香港經濟民生聯盟. .   [2021-07-29]. （原始内容存档于2023-10-16）.
3. ↑  香港經濟民生聯盟. .   [2023-04-20]. （原始内容存档于2024-01-16）.
4. ↑  青年發展委員會. .   [2023-04-01]. （原始内容存档于2023-12-7）.
5. ↑  漁農自然護理署. .   [2023-05-05]. （原始内容存档于2024-01-16）.
6. ↑  民政事務總署. .   [2023-11-07]. （原始内容存档于2024-01-03）.
7. ↑  民政事務總署. .   [2021-07-29]. （原始内容存档于2022-08-10）.
8. ↑  李超宇. .   [2022-08-10]. （原始内容存档于2022-08-10）.
9. ↑  香港01. .   [2022-05-13]. （原始内容存档于2022-05-24）.
10. ↑  香港01. .   [2018-07-18]. （原始内容存档于2021-07-24）.
11. ↑  on.cc東網. .   [2019-11-25]. （原始内容存档于2020-07-27）.
12. ↑  明報新聞網. .   [2020-07-16]. （原始内容存档于2020-07-27）.
13. ↑  香港電台網站. .   [2023-12-11]. （原始内容存档于2023-12-12）.
14. ↑  香港01. .   [2018-04-22]. （原始内容存档于2021-08-04）.
15. ↑  香港01. .   [2019-03-02]. （原始内容存档于2021-07-25）.
16. ↑  香港01. .   [2019-03-19]. （原始内容存档于2021-07-25）.
17. ↑  香港01. .   [2019-03-19]. （原始内容存档于2021-08-05）.
18. ↑  香港01. .   [2019-04-18]. （原始内容存档于2021-08-07）.
19. ↑  香港01. .   [2019-05-04]. （原始内容存档于2021-07-29）.
20. ↑  Kowloon Post 龍週. .   [2019-06-12]. （原始内容存档于2021-02-25）.
21. ↑  大公報. .   [2019-11-12]. （原始内容存档于2022-08-11）.